# George Lindsay (rugbysta)
George Campbell Lindsay (ur. 3 stycznia 1863, zm. 5 kwietnia 1905 w Hampstead) – szkocki rugbysta, reprezentant kraju.

## Kariera sportowa
W latach 1884–1887 rozegrał cztery spotkania dla szkockiej reprezentacji, w 1887 zdobywając pięć przyłożeń w meczu z Walią, co stanowi niepobity dotychczas rekord.